# Birmingham (Michigan)
Pour les articles homonymes, voir Birmingham (homonymie).
Birmingham est une cité située à l'extérieur de Détroit (Michigan). Il s'agit d'une localité bourgeoise principalement résidentielle. La cité n'étant qu'à 40 minutes de la frontière, nombreux sont les habitants se rendant au Canada.